# 玛丽亚·亚历山德鲁
玛丽亚·亚历山德鲁（羅馬尼亞語：Maria Alexandru，1939年12月30日—），出生于梅哈迪亞鄉，罗马尼亚女子乒乓球运动员。她曾获得3枚世界乒乓球锦标赛金牌和4枚欧洲乒乓球锦标赛金牌。